# Hemidactylus modestus
Hemidactylus modestus este o specie de șopârle din genul Hemidactylus, familia Gekkonidae, descrisă de Günther 1894. Conform Catalogue of Life specia Hemidactylus modestus nu are subspecii cunoscute.